# Meet the Doctor
Meet the Doctor è un cortometraggio muto del 1924 prodotto, interpretato e diretto da Eddie Lyons.

## Produzione
Il film fu prodotto dalla Eddie Lyons Comedies.

## Distribuzione
Distribuito dall'Arrow Film Corporation, il film - un cortometraggio di due bobine - uscì nelle sale cinematografiche USA il 1º giugno 1924.